# Robert Middleton
Robert Middleton, nato Samuel Messer (Cincinnati, 13 marzo 1911 – Encino, 14 giugno 1977), è stato un attore statunitense.

## Filmografia parziale

### Cinema
- Il calice d'argento (The Silver Chalice), regia di Victor Saville (1954)
- La polizia bussa alla porta (The Big Combo), regia di Joseph H. Lewis (1955)
- Ore disperate (The Desperate Hours), regia di William Wyler (1955)
- L'imputato deve morire (Trial), regia di Mark Robson (1955)
- La legge del Signore (Friendly Persuasion), regia di William Wyler (1956)
- Fratelli rivali (Love Me Tender), regia di Robert D. Webb (1956)
- Tramonto di fuoco (Red Sundown), regia di Jack Arnold (1956)
- Il giullare del re (The Court Jester), regia di Melvin Frank e Norman Panama (1956)
- La grande sfida (The Proud Ones), regia di Robert D. Webb (1956)
- L'uomo solitario (The Lonely Man), regia di Henry Levin (1957)
- La legge del fucile (Day of the Bad Man), regia di Harry Keller (1958)
- Il trapezio della vita (The Tarnished Angels), regia di Douglas Sirk (1958)
- Sfida nella città morta (The Law and Jake Wade), regia di John Sturges (1958)
- C'era una volta un piccolo naviglio (Don't Give Up the Ship), regia di Norman Taurog (1959)
- Il prezzo del successo (Career), regia di Joseph Anthony (1959)
- Duello tra le rocce (Hell Bent for Leather), regia di George Sherman (1960)
- Il grande impostore (The Great Impostor), regia di Robert Mulligan (1961)
- L'oro dei sette santi (Gold of the Seven Saints), regia di Gordon Douglas (1961)
- Il vendicatore del Texas (Cattle King), regia di Tay Garnett (1963)
- Posta grossa a Dodge City (A Big Hand for the Little Lady), regia di Fielder Cook (1966)
- Non stuzzicate i cowboys che dormono (The Cheyenne Social Club), regia di Gene Kelly (1970)
- Scusi, dov'è il fronte? (Which Way to the Front?), regia di Jerry Lewis (1970)
- Anche gli angeli mangiano fagioli, regia di Enzo Barboni (1973)
- The Harrad Experiment, regia di Ted Post (1973)
- La vera storia di Abramo Lincoln (The Lincoln Conspiracy), regia di James L. Conway (1977)

### Televisione

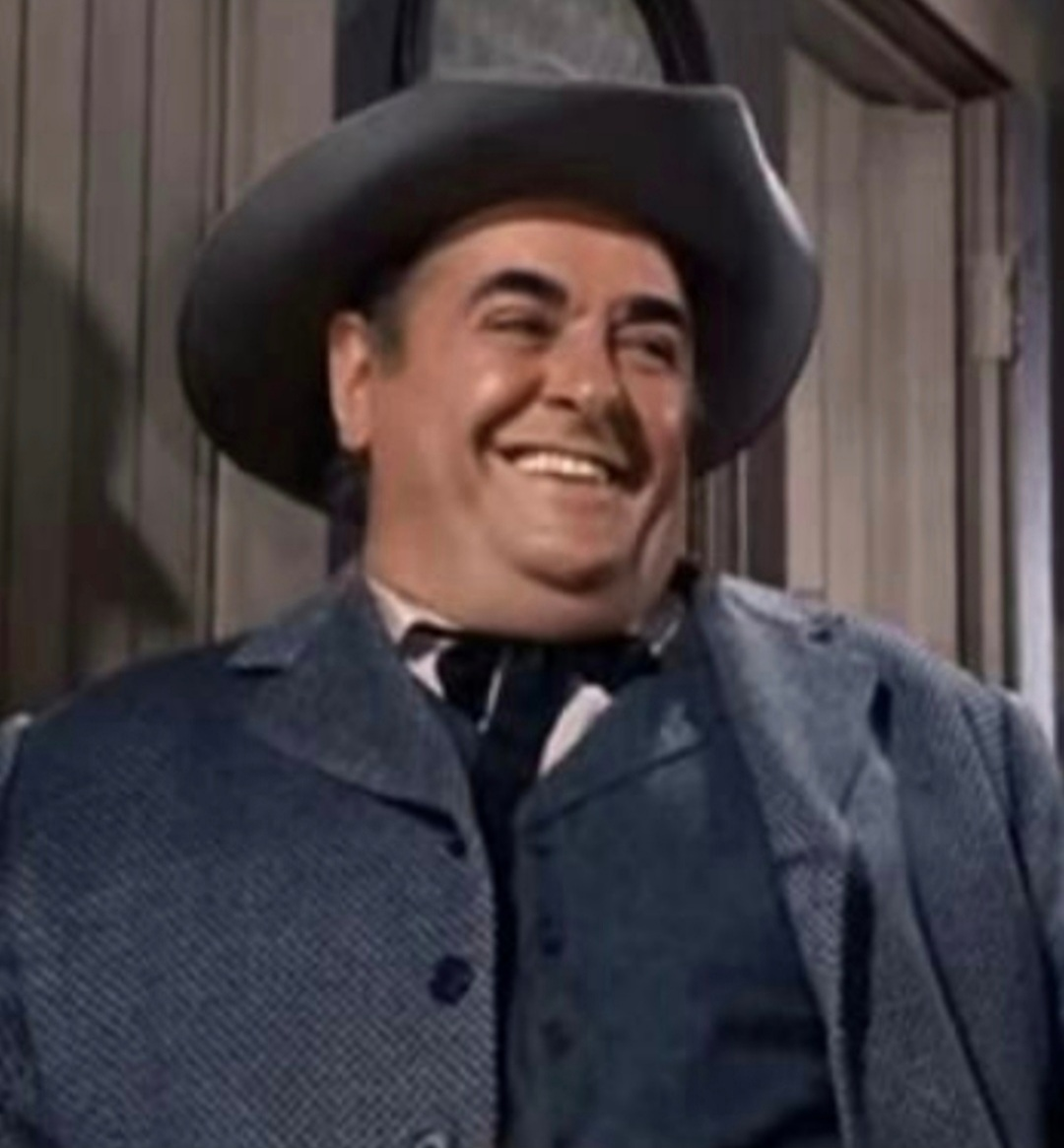
Robert Middleton in Bonanza (1960)

- Climax! – serie TV, episodio 1x30 (1955)
- General Electric Theater – serie TV, episodi 3x22-4x13-5x14 (1955-1956)
- Telephone Time – serie TV, episodio 1x09 (1956)
- Pursuit – serie TV, episodio 1x06 (1958)
- Avventure in paradiso (Adventures in Paradise) – serie TV, episodio 1x03 (1959)
- Wichita Town – serie TV, episodio 1x15 (1960)
- Bonanza – serie TV, 3 episodi (1960)
- I detectives (The Detectives) – serie TV, episodio 1x23 (1960)
- Corruptors (Target: The Corruptors) – serie TV, episodi 1x01-1x28 (1961-1962)
- The New Breed – serie TV, episodio 1x13 (1961)
- Thriller – serie TV, episodi 1x22-2x02 (1961)
- The Investigators – serie TV, episodio 1x08 (1961)
- The Americans – serie TV, episodio 1x17 (1961)
- Gli uomini della prateria (Rawhide) – serie TV, 4 episodi  (1963-1965)
- Assistente sociale (East Side/West Side) – serie TV, episodio 1x15 (1964)
- Gli inafferrabili (The Rogues) – serie TV, episodio 1x07 (1964)
- Vacation Playhouse – serie TV, episodio 3x02 (1965)
- La legge di Burke (Burke's Law) – serie TV, episodi 2x16-2x22-3x16-3x17 (1965-1966)
- Selvaggio west (The Wild Wild West) – serie TV, episodio 1x19 (1966)
- La grande vallata (The Big Valley) – serie TV, episodio 2x19 (1967)
- Missione impossibile (Mission: Impossible) – serie TV, episodio 7x07 (1972)
- Colombo (Columbo) – serie TV, episodio 3x04 (1973)

## Doppiatori italiani
Nelle versioni in italiano delle opere in cui ha recitato, Robert Middleton è stato doppiato da:
- Luigi Pavese in La legge del Signore, La legge del fucile, Il prezzo del successo, Duello tra le rocce, Sfida nella città morta
- Mario Besesti in Il giullare del re, La grande sfida, L'uomo solitario, Ore disperate
- Emilio Cigoli in Il trapezio della vita
- Sergio Fiorentini in Anche gli angeli mangiano fagioli
- Roberto Villa in Colombo